# Trachelas zhui
Espèce
Trachelas zhui est une espèce d'araignées aranéomorphes de la famille des Trachelidae.

## Distribution
Cette espèce est endémique du Guizhou en Chine,. Elle se rencontre dans le xian de Jiangkou.

## Description
La femelle holotype mesure 4,70 mm.

## Publication originale
- Li, Wang, Zhang & Chen, 2019 : Two new spider species (Arachnida, Araneae) from Fanjingshan National Nature Reserve, Guizhou, China. Journal of Guangxi Normal University (Natural Science Edition), vol. 36, no 4, p. 119-123.